# Амир Сури
Амир Сури (перс.  امیر سوری‎‎) — малик из династии Гуридов (с IX по X век). Согласно некоторым легендам, он был потомком эмира Гуридов Амира Банджи, правление которого было узаконено халифом Аббасидов Харуном ар-Рашидом. Известно, что Амир Сури сражался с правителем Саффаридов Якубом ибн аль-Лейсом аль-Саффаром, которому удалось завоевать большую часть Хорасана, кроме Гура. Амир Сури позже сменил его сын Мухаммад ибн Сури. Хотя Амир Сури носил арабский титул, а его сын носил мусульманское имя, они оба были буддистами и считались язычниками со стороны окружающих мусульман, и только во время правления их потомка Абу Али ибн Мухаммеда династия Гуридов стала мусульманской династией.
Гуриды происходили из гор Гуристана и были разделены на многочисленные племена, среди которых наибольшее влияние имело племя Шансабани.
Абу-ль-Фадль Байхаки, известный историк эпохи Газнавидов, писал на 117-й странице своей книги «Тарих-и Байхаки»: «Султан Масуд пошел в Гуристан и взял своего ученого спутника с двумя людьми из Гура в качестве переводчиков между ним и людьми этого региона».